# ナッシュビル・プレデターズ
ナッシュビル・プレデターズ（Nashville Predators）は、アメリカ合衆国テネシー州ナッシュビルを本拠としているプロアイスホッケーチーム。ナショナルホッケーリーグ（NHL）ウェスタン・カンファレンス・セントラル・ディビジョンに所属している。

## 歴史・チームについて
- チーム名は、ナッシュビルでアムサウス・センターの建設工事中、1万年前に絶滅したと言われるサーベルタイガー(スミロドン)の牙と脚の骨が発掘されたことにちなむ。
- 地元のファンは「Preds」(プレッズ)と呼んでいる。
- チームマスコットは「Gnash」「ナッシュ」。Gは発音されない。
- パワー・プレイになると場内アナウンスで「ザ、プレデターズ　アー、オ～ン・ザ・パワープレー！」とコールされ、プレデターズファンも一緒に「オ～ン・ザ・パワープレー！」を合唱する。
- ナッシュビルは Music city と呼ばれているように、各ピリオド間にはバンドの生演奏も行われる。
- 初試合は1998年10月10日にホームで行われた対フロリダ・パンサーズ戦で0対1で敗れた。
- チーム発足時から在籍していたデービッド・レグワンド(チーム史上初のドラフト指名選手)およびヘッドコーチであったバリー・トロツは2014年でチームの職を離れた。またゼネラル・マネージャーは変わったことがない。

## チームの歴史

### 誘致
1995年終盤、ニュージャージー・デビルスがナッシュビル・アリーナ(現ブリヂストン・アリーナ)に移転するという噂が流れ始めた。ナッシュビルは移転してくるチームに2千万ドルを提示し、デビルスはニュージャージー州とのリースを終了しようとしたが結局ニュージャージー州に留まることになった。

### 1997年-1998年: NHL拡張およびプレデターズの加入
デビルス獲得失敗後、NHL理事ゲイリー・ベットマンはナッシュビルが拡張の候補地に挙がるだろうと記した。ホッケーの代わりにNBAのサクラメント・キングスを獲得しようとしたが失敗し、1996年にアリーナが開業した。
1997年1月、ウィスコンシン州の実業家クレイグ・レイポルド率いる一団がNHL拡張に関して公式発表を行なった。ベットマンとNHL職員がナッシュビルのアリーナを訪れた際、何千もの人々がアリーナ前の広場で出迎えた。6月、NHLはオハイオ州コロンバス(コロンバス・ブルージャケッツ)、ジョージア州アトランタ(アトランタ・スラッシャーズ)、ミネソタ州ミネアポリス・セントポール都市圏(ミネソタ・ワイルド)そしてナッシュビルに拡張する決定を下した。NHLは1998年3月31日までに1万2千枚のシーズン・チケットを売ることを条件に、ナッシュビルのチームの試合を1998年に開始する予定にした。上記4都市中、アリーナが完成していたのはナッシュビルだけだったため最初に試合を開始した。1ヶ月後、レイポルドはワシントン・キャピタルズの元ゼネラル・マネージャーであるデイヴィッド・ポイルをチームの初代ゼネラル・マネージャーに任命した。8月6日、ポートランド・パイレーツのヘッド・コーチであったバリー・トロツがチームの初代ヘッド・コーチに任命され、ミッチ・コーンが初代ゴール・コーチに任命された。
1997年9月25日、レイポルドとチームの会長ジャック・ディラーは記者会見でサーベルタイガー(スミロドン・フロリダナス)を基にした新しいロゴを発表した。このロゴは、1971年にナッシュビルのダウンタウンでファースト・アメリカン国立銀行(現USBタワー)建設中にスミロドンの頭部の一部が発見されたことに由来する
。
ロゴが発表された後、チーム名のファン投票が行われた。75の候補から「アイス・タイガース」、「フュアリ」(猛威)、「アタック」の3つに絞られた。レイポルドは特例で「プレデターズ」を追加した。11月13日、レイポルドは記者会見において自分が挙げた候補が選ばれ、「ナッシュビル・プレデターズ」となることを発表した。
ある時、初試合前にすでに移転する噂が流れ始めた。レイポルドの計画によりカナダのアルバータ州エドモントンを拠点とするエドモントン・オイラーズがナッシュビルに移転し、プレデターズがテキサス州ヒューストンへ移転するという噂であった。レイポルドはこの噂に対して「そんな機会はない」と一蹴した。
NHL加盟の費用8千万ドルのうちナッシュビル市が31.50%を負担することとなった。市がアリーナを操業することになり、約380万ドルを負担することになった。人件費は1,500万ドルでNHL最安値となった。
1998年10月10日、プレデターズはフロリダ・パンサーズとのホーム・ゲームで1対0で敗退した。プレデターズ最初の5試合で完売したのはこの試合のみであった。3日後の10月13日、カロライナ・ハリケーンズとの試合で3対2で初勝利をおさめた。フォワードのアンドリュー・ブルネットが初ゴールを決めた。

## プレデターズシーズンレキャップ
1998-99
参戦1年目。新チームの1年目の成績としてはNHL歴代3位に入る28勝をあげた(勝ち点63)。28勝47敗7引分でウエスタン・カンファレンスで13チーム中12位であった。
1999-00
昨年度活躍したベテランらを放出して、若手主体のチームとして再び28勝をあげた(勝ち点70)。前年とあまり変わらない28勝47敗7引分7シュートアウトだったが、カンファレンス13チーム中最下位となった。2000年2月20日の対ニューヨーク・アイランダーズ戦においてプレデターズは3分38秒で4ゴールを決めた。
2000-01
この年はさいたまスーパーアリーナでの対ピッツバーグ・ペンギンズ戦2試合で開幕した。日本のアイスホッケー史上最高の観客動員の中、それぞれが1勝した。ゴールテンダーのマイク・ダンハムとトーマス ・ヴォコアンの活躍により、カンファレンス15チーム中10位で34勝36敗9引分3シュートアウトと善戦、勝ち点80を獲得した。最後の一週間までプレーオフ圏内にとどまるなど、三年目にして飛躍を見せた。最終的に10点差でプレーオフ圏外となった。
2001-02
シーズン中に第3ジャージが披露された。一方のチームは全体的に振るわず、成績がまた28勝に戻った。シーズン終盤には、チーム創設時から貢献してきたベテラン選手の大量放出を行い、世代交代を押し進めた。2001年12月6日、プレデターズ史上100勝となった。これにより1990年代のNHL拡張で編成されたチームの中で最も早く100勝に到達した。シュートアウトに恵まれず、28勝41敗13引分0シュートアウトとなり、勝ち点69でカンファレンス15チーム中14位となった。
2002-03
バリー・トロツ監督が監督試合数392でNHL拡張チームの初代監督の中で最高となった。開幕直後はつまずいたものの、中盤の快進撃でプレーオフ圏内へと浮上した。しかし3月に、チーム得点王のレグワンドが骨折すると、それに影響されたのかチームも大失速した。結局チーム史上ワーストとなる27勝に終わった。27勝35敗13引分7シュートアウト、勝ち点74でカンファレンス14位となった。
2003－04
オフシーズンにはディフェンスマン6人中4人を放出する大規模な入れ替えを行い、当時チーム記録となる91ポイントを上げ、バリー・トロツ監督のもとプレデターズはカンファレンス15チーム中8位となり、プレーオフに初参加した。カンファレンス準々決勝で強敵デトロイト・レッドウィングス相手に第6戦まで粘ったものの2勝4敗で敗れ去った。
2004-05
2004年から2005年のNHLロックアウトにより全試合中止
2005-06
スピードを重視するプレデターズに有利になるルール変更があっただけでなく、大スターのポール・カリヤを獲得した。最初の4試合を1点差で勝利した。ただしうち2試合はシュートアウトでの勝利でありこれについては前年と同様である。NHL史上8勝0敗で開幕した4つめのチームとなった。2006年3月16日、対フェニックス・コヨーテズ戦で2対0で完封し、この時点で39勝をおさめた。この試合でクリス・メイソンが、得点を獲得した9人めのゴールテンダーとなった。プレデターズ史上初めて勝ち点100以上の106ポイントをあげ、49勝25敗8引分、ホームでは32勝8敗1引分となった。
ホームアドバンテージを持つ第4シードに食い込むが、プレーオフではカンファレンス準々決勝としてサンノゼ・シャークス相手に5試合中先制したが、1勝4敗で1回戦敗退した。
2006-07
2006年7月2日、フリーエージェントでベテランのセンターであるジェイソン・アーノットを獲得した。アーノットとデイヴィッド・レグウォンドはそれぞれ27点を獲得した。シーズン後期、プレデターズはかつてドラフト第1ラウンドで指名したスコッティ・アプシャルとライアン・ペアレントをトレードに出し、NHLオールスターに5回選ばれているフィラデルフィア・フライヤーズのピーター・フォースバーグを獲得した。
1ヶ月近い間、30チーム中1位の成績を維持し、プレジデンツトロフィー(会長賞)も視野に入っていたのだが、終盤に失速した。それでもチーム記録の51勝23敗8引分で110ポイントをあげ15チーム中4位となった。このポイントは全体でみるとバッファロー・セイバーズの113ポイント(53勝22敗7引分)、デトロイト・レッドウィングスの113ポイント(50勝19敗13引分)に次ぐ3位の成績であった。NHLはウェスタンとイースタンの2つのカンファレンスでランキングを付け、デトロイトがトップ、アナハイム・ダックス(48勝20敗14引分110ポイント)、バンクーバー・カナックス(49勝26敗7引分105ポイント)に次いでプレデターズは4位となった。カンファレンス準々決勝となるプレーオフでは前年に引き続き、シャークスと対戦することになったが、最終的に2年連続の1勝4敗、3年連続の1回戦敗退に終わった。
2007-08
オフシーズンに主力を大量放出し、チームを買収する可能性のある人が複数おり、過去2年に比べ苦戦しシーズン半ばまで移転の噂が流れた(後述)。フロリダ・パンサーズにトレードされたトーマス・ヴォコアンの控えのゴールテンダーのクリス・メイソンは不安定なシーズンを送り、ダン・エリスとゴールテンダーを度々交代した。シーズン前にダラス・スターズから打診を受けていたエリスは、シーズン終盤にNHL史上5番目に最長の233:39で完封し、最終的に91ポイント、カンファレンス8位ギリギリで4年連続のプレーオフ進出を決めた。
プレジデンツトロフィーおよびスタンレーカップ優勝を目指したが、デトロイト・レッドウィングス相手に2勝4敗で、4年連続プレーオフ1回戦敗退となった。
2008-09
新たなオーナーのもとでいくつかの人事異動が行なわれたが、アレキサンダー・ラデュロブの二重契約問題でいきなりシーズンに暗雲が漂ったプレデターズは、序盤からカンファレンス最下位を争う低空飛行をした。オールスター後、トレード締切まで大きな動きはなく、シーズン最後までプレイオフ出場権を求めて戦った。腰の怪我で2シーズン休養していたスティーヴ・サリヴァンの復帰でチームは持ち直して一時はプレーオフ圏内まで上り、プレデターズは88ポイント獲得したが、カンファレンス10位となり、最終的にセントルイス・ブルースやアナハイム・ダックスに阻まれ、5年連続のプレーオフ進出はならなかった。
2009-10
サンノゼ・シャークスのフォワードのマーセル・Gocを獲得し、シーズン半ばに契約延長した。またモントリオール・カナディアンズのディフェンスであるフランシス・ブイヨンも獲得した。期待の新人コリン・ウイルソンを獲得したが、キャンプ中の足の付け根の怪我によりシーズン前半を欠場し、2009年11月、アメリカン・ホッケー・リーグのミルウォーキー・アドミナルズに送られた。2010年2月に復帰して15試合で11ポイント獲得し、最終的に35試合で15ポイントを獲得した。
2005年ドラフト最下位で入団したスウェーデン人で23歳のペイトリック・Hörnqvistはこのシーズンで活躍した。前年28試合中2ポイントしか獲得しなかったが、このシーズンでは30ポイントを獲得し、スティーヴ・サリヴァン、ポール・カリヤ、ジェイソン・アーノットに続きプレデターズ史上4番目の高得点となった。彼はしばしばゴール前におり、レッドウィングスのウインガーであるトーマス・ホームストロムと比較されることが多かった。
Hörnqvistのタイムリー・ゴールが続き、ゴールテンダーのペッカ・リネの素晴らしいプレイにより、若手選手の台頭やチーム力で勝利を積み重ね、シーズン終盤までにカンファレンス5位まで上り詰め最終戦でチーム史上3度目となる100ポイントに到達したが、最終的にカンファレンス7位でプレイオフに進出し、シカゴ・ブラックホークスと戦った。
プレーオフでは後の覇者となるブラックホークスと激突し、一回戦で後の覇者と対戦するのは2回連続である。4月16日にユナイテッド・センターで行われた初戦では4対1で勝利した。最初の4試合は2チーム共交互に勝利し2勝2敗となり5試合目はテレビで全米放送された。5試合目では残り1分3秒でブラックホークスのフォワードのマリアン・ホッサがプレデターズのディフェンダーのダン・ハムヒュイスを越して得点したが、4対3でプレデターズが勝っていた。その後パワー・プレイでブラックホークスのパトリック・ケインが得点し、オーバータイムにもつれ込んだ。オーバータイムではホッサが得点してブラックホーク スが勝利した。ブリヂストン・アリーナで行われた6試合目は5対3でプレデターズが負け、2勝4敗となった。ポスト・シーズンのパワー・プレイでは1回しか得点しなかった。
2010-11
ゼネラル・マネージャーのデイヴィッド・ポイルは主将ジェイソン・アーノットとニュージャージー・デビルスのウィンガーであるマシュウ・ハリシャックをトレードに出し、モントリオール・カナディアンズからフォワードのセルゲイ・Kostitsynを獲得し、ダン・ハムヒュイス、ダスティン・ボイド、ダン・エリスがフリー・エージェントとなり、フィラデルフィア・フライヤーズからライアン・ペアレントを呼び戻した。フリー・エージェントのジョナス・アンダーソンおよびスウェーデンのライナス・クレセンと契約した。またスイスのローマン・ジョシ、スウェーデンのアンダース・リンドバック、フィンランドのAtte Engrenなど海外から、また初の地元出身者としてナッシュビル近郊ブレントウッド生まれでホビー・ベイカー賞受賞者のブレイク・ジョフリョンを獲得した。7月2日、プレデターズはベテラン・フォワードのマシュウ・ロンバーディと3年間1,050万ドルで契約したことを発表した。
7月9日、プレデターズはディフェンスのシェイ・ウェバーが第5代主将となることを発表した。9月19日、ディフェンスのライアン・サターとフォワードのスティーヴ・サリヴァンが代替主将となることを発表した。フォワードのマイケル・サントレリをフロリダ・パンサーズにドラフト・ピックと引換でトレードに出した。またディフェンスのライアン・ペアレントとフォワードのジョナス・アンダーソンをバンクーバー・カナックスのシェーン・オブアイアンとフォワードの選手をトレードした。また、まだ若いディフェンスのアーロン・ジョンソン、ブレット・ペイリン、グラント・ルイスと契約した。他にフォワードのジェイミー・ランドマークとも契約した。2月11日、プレデターズはオタワ・セネターズの20点獲得を4回達成したプロ11年のベテランのマイク・フィッシャーを、2011年のドラフト1巡目指名権と2012年のコンディション・ピックと引換で獲得した。2月25日、ディフェンスコンディションの7巡目指名権と引換にアレキサンダー・サルツァーをフロリダ・パンサーズにトレードに出した。そしてフォワードのウエイド・ベラクをウェイバーに据えた。
2011年4月22日、ペッカ・リネがヴェジーナ賞 (最優秀ゴーリー) 投票で、キャプテンのウェバーがジェームス・ノリス記念賞 (最優秀ディフェンスマン) 投票で、ともに2位になるなどの活躍で、4度目の100ポイントこそ僅差で逃したものの、カンファレンス5位で、2年連続6度目のプレーオフ進出した。1回戦ではアナハイム・ダックスと対戦し、2011年4月24日、満席のブリヂストン・アリーナにおいて4勝2敗で、6度目にして初めてプレーオフ2回戦進出を果たした。
2回戦ではNHLランキング1位のバンクーバー・カナックスと対戦し、2勝4敗で敗退した。
試合結果以外でも成功しており、レギュラー・シーズンの16試合で、プレイオフでは6試合で完売した。
2011年8月31日、プレデターズに2008年に所属しファンにもとても人気のあった元トロント・メープルリーフス、フロリダ・パンサーズ、コロラド・アバランチ、カルガリー・フレームスのウエイド・バラクがカナダのオンタリオ州トロントのコンドミニアムで遺体として発見された。この夏、NHLのエンフォーサーで亡くなったのは計3名であった。2011-2012シーズンではヘルメットに追悼のステッカーを貼った。
2011年9月7日、ロシアにてロコモティフ・ヤロスラヴリが旅客機墜落事故に遭い、ホッケー界に激震が走った。犠牲者のうち3名がプレデターズと関連があった。カールリス・スクラスティンスは1998年から2003年に、ヨーゼフ・ヴァシチェックは2006年から2007年にプレデターズに所属していた。ロベルト・ディートリッヒはプレデターズのマイナーリーグであるミルウォーキー・アドミナルズに所属していた。
2011-12
2011年6月22日、シーズン前に新しいロゴとユニフォームを導入した。色合いは青、金、白と簡素化され、オレンジ、銀、鋼色は削除された。古いロゴが取り外され、ギターのピックやテネシー州の旗のデザインが取り入れられた新しいロゴが設置された。
2011年11月3日、ゴールテンダーのペッカ・リネと7年間4,900万ドルで契約した。これはプレデターズ史上最高の契約で、この年のNHLでのゴールテンダーで最高給となった。
2012年2月17日、ゼネラル・マネージャーのディヴィッド・ポイルは地元出身のブレイク・ジョフリョン、およびロバート・スレイニーをトレードに出し、2012年のドラフト2巡目指名のディフェンスのハル・ギルを獲得した。2月24日、フェイス・オフの名手ジャレッド・スミソンをフロリダ・パンサーズにトレードに出し、ドラフト指名権を得た。
2012年2月27日のNHLトレード締切日、プレデターズはアンドレイ・コスティシンをモントリオール・カナディアンズから、ポール・ゴースタッドをバッファロー・セイバーズから獲得した。プレデターズは結局ドラフト指名権を放棄した。
2012年3月19日、KHLで4年間活動していたロシアのフォワードのアレクサンドル・ラドゥーロフがプレデターズに復帰した。
2012年4月20日、スタンレーカップのプレイオフで2年連続2回目の2回戦に進出した。デトロイト・レッドウィングス相手に4勝1敗で勝ち越した。
2012年5月7日、カンファレンス準決勝において2年連続でフェニックス・コヨーテズに敗退した。
2012-13
2012年から2013年のNHLロックアウトにより試合数が限られ、プレデターズは2008-09シーズン以来初めてプレイオフを逃した。
2013-14
2年連続プレイオフを逃し、プレデターズは15年務めたヘッド・コーチのバリー・トロツを解任したが、別のポジションで球団に残ることを依頼した。2014年5月6日、プレデターズは新たなヘッド・コーチとしてピーター・ラヴィオレットが就任したことを発表した。トレード締切日、1998年から所属しており人気のあったデイヴィッド・レグウォンドをデトロイト・レッドウィングスにトレードに出した。
2014-15
ピーター・ラヴィオレットのヘッド・コーチとしての最初のシーズンで、セントラル・ディヴィジョンで2位となった。2015年4月のプレイオフでは1回戦で後の優勝者シカゴ・ブラックホークスと対戦し、ホーム・アドヴァンテージに関わらず6試合2勝4敗で敗退した。

## 2007年以降のプレデターズ移転説
2007年5月23日、プレデターズのオーナーであったクレイグ・レイポルドがカナダ人のビジネスマンでリサーチ・イン・モーションの会長および共同CEOのジム・バルシリーにチームを譲渡する暫定合意に達したと報じられた。当時レイポルドはチームの2007-08シーズンをナッシュビルで行うと明言していたが、その後に関しては不透明であった。バルシリーは長い間サザン・オンタリオに別のチームを配属することに興味があるのではないかと噂されていた。この取引は2007年6月30日まで決定しなければならなかった。NHLの規約違反にもかかわらず、バルシリーはまだ所有が始まっていないチームの移転話を進め始めた。移転先はトロント・メープルリーフスとバッファロー・セイバーズの本拠地から約50マイル(80km)のカナダのオンタリオ州ハミルトン市のコップス・コロシアムが考えられた。ハミルトンへの移転はメープルリーフスの領有権侵害として賠償金を要求される可能性があった。セイバーズはNHLが定める50マイルからやや外側にあったのだが、賠償金を要求される可能性は捨てきれなかった。6月13日、翌日からチケットマスターを通じて「ハミルトン・プレデターズ」の名の入ったシーズン・チケットが販売されることになったことからまたNHLの規約違反となった。カナダでのホッケーのチケットの購入者が多いサザン・オンタリオへNHLの拡張を行なうというバルシリーの考えがNHLの理事会で披露された。
6月23日、複数のメディアがレイポルドはもはやバルシリーにプレデターズを売却するつもりはないと報じた。しかしレイポルドは間接的にバルシリーとの契約はまだ可能性があると伝えた。バルシリーの弁護士であるリチャード・ロディアはレイポルドからNHLへの文書を引用し、売却の進捗の一部は単に形式的であり、この未決の売却に関して若干の変更があると語った。カナダの関係者たちはこれらの情報や遅延作戦はNHLがチームをカナダに移転させたくないからだろうと考えたが、NHLはこれを否定した。レイポルドはのちにバルシリーは買収後もナッシュビルに据え置くことを考えておらず、プレデターズとナッシュビル市との繋がりに干渉し、移転することを前提に買収しようとしていると明かした。そのためバルシリーとレイポルドの交渉は決裂した。
2007年6月下旬、ミズーリ州カンザスシティへの移転説も浮上した。カナダの『ナショナル・ポスト』紙で匿名により、プレデターズのオーナーであるクレイグ・レイポルドは、2008-09シーズンに合わせてカンザスシティの新しいスプリント・センターにチームを移転したがっているサンノゼの投資家ウイリアム・デル・ビアージョ3世に売却する計画を立てていると報じられた。スプリング・センターを本拠地とするNHLのチームを所有するためにアンシュッツ・エンターテイメント・グループと契約していたデル・ビアージョは推定約1億9千万ドルでの買収を申し出た。2年前の2005年、デル・ビアージョはピッツバーグ・ペンギンズの買収に同意に達したが、NHLドラフト・ロッタリーで指名権を得て1巡目でシドニー・クロスビーを獲得したため撤回された。プレデターズがナッシュビルの会場のリースがまだ残っているにもかかわらず、バルシリーはハミルトンでシーズン・チケットを発行し、NHLのオーナーで理事のゲイリー・ベットマンを失望させ、レイポルドはバルシリーへの売却を考え直したと報じられた。デル・ビアージョはカンザスシティで法人向けチケットの販売を開始したが、バルシリーが行なったようなシーズン・チケットは含まれていなかった。その後レイポルドはデル・ビアージョとのみ交渉しているという噂を否定し、まだバルシリーとの契約の可能性が残っており全ての入札を明らかにすると語った。レイポルドはバルシリーがプレデターズを移転させないという約束を反故にし、手付金の支払いを行なわなかったと語った。2007年7月4日、『グローブ・アンド・メール』紙は30名の投資家たちがナッシュビルにチームを留めておくための入札をする団体を結成したと報じた。
2007年7月19日、地元の企業家グループによる「アワ・チーム・ナッシュビル」がソメイ・センター(現ブリヂストン・アリーナ)に集まり、プレデターズをナッシュビルに留めるためチームのファンにシーズン・チケットを購入することを薦めた。7,500名ものファンが詰め掛け、シーズン・チケットが726セット売れた。この集まりはのちに地元ラジオ局WGFX104.5の番組『The Zone』のスポーツキャスターとなるジョージ・プラスターが大きく貢献した。
2007年8月1日、グループはレイポルドからの文書を発表した。ナッシュビル市との交渉後、デイヴィッド・フリーマン率いる地元のグループがカール・ディーン市長との合意に達し、NHL理事会は2007年11月29日付けでの売却を承認した。1億7,200万ドルの買収額には約6,100万ドルの借金の返済と220万ドルの手数料や経費が含まれた。
主にテネシー州の人々で構成されたこのグループには、かつてカンザスシティへの移転を試みたデル・ビアージョも参加した。地元の購入者が73%を占め、デル・ビアージョなど少数のパートナーが残り27%を占めた。

### デル・ビアージョによる詐欺
2008年6月、デル・ビアージョは多くのローン未返済により法的トラブルとなり、連邦倒産法第11章により破産を申請した。さらにデル・ビアージョのチームへの出資金も不正に入手したものであるとしてFBIの調査が行われ刑事責任が追及されることになった。刑期97ヶ月の判決が下された。
連邦倒産法により、借金返済のためプレデターズへの出資金を含む資産を売却することになった。バルシリーがデル・ビアージョの出資分を買い取り、破産をまぬがれたと報じられた。しかしNHLや地元グループがこれを完全に阻止し、バルシリーに出資分が移行する前にデル・ビアージョの権利は無効になっていたと伝えられた。
多くの北米スポーツ・リーグはチームの巨額の出資をする者は誰でも支払能力を考慮しており、デル・ビアージョの破産はNHLにとって深刻なパブリック・リレーションズの失敗となった。1997年に詐欺師ジョン・スパノがニューヨーク・アイランダーズを短期間所有していたが、財務諸表が不正だったためNHLはオーナーとなる者をアーンスト・アンド・ヤングやニューヨークの会計事務所で入念に検査するようになった。またバッファロー・セイバーズのオーナーのジョン・リガスが詐欺で有罪となったが、チームに被害はなかった。
2009年2月4日、カルガリーの実業家W・ブレット・ウイルソンはプレデターズの大株主デイヴィッド・フリーマンと会合し、別のスポーツ・チームへの投資を持ち掛けた。ウイルソンはスポーツ・チームへの投資に合意したと発表したがいまだ詳細は明かされていない。ウイルソンは27%の小株主の1人であるウイリアム・デル・ビアージョ3世からプレデターズの権利を名目上買い取った。
2008-09年および2009-10年、プレデターズは1試合につきチケット購入者が平均14,000名で、世界的な経済不況の中利益を上げたと発表した。
2011年11月、W・ブレット・ウイルソンはプレデターズの株の5%を購入したと報じられた。

## チームについて
チームはセンテニアル・スポーツプレックスで練習を行なっている。2007-08年のシーズンでは新たな縞の入ったジャージが作られた。ロゴも色も変更はなかった。アウェイ用のジャージにもロゴがついている。2011-12年のシーズンではジャージのデザインや色合いを変更した。ホーム・ジャージは明るい黄金色地に濃紺と白の線が入り、アウェイ・ジャージは白地に黄金色と濃紺の線の入ったものである。またロゴも白、黄金色、濃紺で作られたものに変わった。ナッシュビルの音楽の歴史を物語るように、新しいジャージの肩にはテネシー州の旗の三ツ星の入ったギターのピックが描かれ、背番号にはギターの弦の絵が横断し、首回りの内側にはピアノの鍵盤が描かれている。今回は第3のジャージは作られて いない。

### ファンのお約束
デトロイト・レッドウィングスのタコ投げの伝統にならい、プレデターズのファンはチーム愛を表明するためアメリカ南部の名物ナマズをアイスリンクに投げ入れる。2003年10月30日に『テネシアン』紙で初めて報じられた。2003年11月13日の初ゴールの際は少なくとも4匹のナマズがリンクに投げ込まれた。
ブリヂストン・アリーナのセクション303は「セルブロック」と呼ばれ、「NHLで最もうるさいアリーナで、最もうるさいセクション」とされている。ファンが独自に組織したグループであるが、プレデターズ事務局にも認識されており、セクション後ろの壁に事務局作成の大きなバナーが貼られていた。
2008年4月3日、セントルイス・ブルースと対戦したレギュラー・シーズン最終ホーム・ゲームで、満席のソメイ・センター(現ブリヂストン・アリーナ)で4:30に3対2でリードしており、テレビ中継でファンはずっとスタンディングオベーションを続けた。プレデターズはそのまま勝ち抜けてプレイオフに進出し、以降最後のテレビ中継にはスタンディングオベーションすることが伝統となった。
プレデターズのマスコットはナッシュ(Gnash)という青いサーベルタイガーである。1998年に初登場し、高速の懸垂下降、ジップ ・ライン、振り子などのスタントを特徴としており、スコアボードの下やリンクのすぐそばに登場する。
マスコット以外に、プレデターズのファンはパワー・プレイの際に「ファン・フィンガー」(この場合のファン(fang)は牙の意)で応援する。売店で手袋型のものを購入することもできるが、多くの観客は両手でピースを作り、人差し指と中指を少し折って牙のような形にし、上下に振って威嚇するようにする。この時BGMにはアルフレッド・ヒッチコックの映画『サイコ』のホラーの音楽が流れる。

## プレーオフ戦績
- 2004年、1回戦デトロイト・レッドウィングス(2勝4敗)
- 2006年、1回戦サンノゼ・シャークス(1勝4敗)
- 2007年、1回戦サンノゼ・シャークス(1勝4敗)
- 2008年、1回戦デトロイト・レッドウィングス(2勝4敗)
- 2010年、1回戦シカゴ・ブラックホークス(2勝4敗)
- 2011年、1回戦アナハイム・ダックス(4勝2敗)、2回戦バンクーバー・カナックス(2勝4敗)
- 2012年、1回戦デトロイト・レッドウィングス(4勝1敗)、2回戦フェニックス・コヨーテズ(1勝4敗)
- 2015年、1回戦シカゴ・ブラックホークス(2勝4敗)

## 戦績
注: GP = 試合数, W = 勝, L = 敗, T = 引き分け(2005-2006年以降廃止), OTL = 延長敗, Pts = ポイント, GF = 得点, GA = 失点, PIM = 反則時間（分）
| シーズン | GP   | W   | L   | T  | OTL | Pts   | GF    | GA    | PIM    | 順位         | Playoffs                                       |
| 1998-99  | 82   | 28  | 47  | 7  | —   | 63    | 190   | 261   | 1420   | 4位, Central |                                                |
| 1999-00  | 82   | 28  | 40  | 7  | 7   | 70    | 199   | 240   | 946    | 4位, Central |                                                |
| 2000-01  | 82   | 34  | 36  | 9  | 3   | 80    | 186   | 200   | 944    | 3位, Central |                                                |
| 2001-02  | 82   | 28  | 41  | 13 | 0   | 69    | 196   | 230   | 1071   | 4位, Central |                                                |
| 2002-03  | 82   | 27  | 35  | 13 | 7   | 74    | 183   | 206   | 969    | 4位, Central |                                                |
| 2003-04  | 82   | 38  | 29  | 11 | 4   | 91    | 216   | 217   | 1360   | 3位, Central | 1回戦敗退                                      |
| 2004-05  | —    | —   | —   | —  | —   | —     | —     | —     | —      | —            | —                                              |
| 2005-06  | 82   | 49  | 25  | —  | 8   | 106   | 259   | 227   | 1489   | 2位, Central | 1回戦敗退                                      |
| 2006-07  | 82   | 51  | 23  | —  | 8   | 110   | 272   | 212   | 1,155  | 2位, Central | 1回戦敗退                                      |
| 2007-08  | 82   | 41  | 32  | —  | 9   | 91    | 227   | 224   | 1,015  | 2位, Central | 1回戦敗退                                      |
| 2008-09  | 82   | 40  | 34  | —  | 8   | 88    | 213   | 233   | 982    | 5位, Central |                                                |
| 2009-10  | 82   | 47  | 29  | —  | 6   | 100   | 225   | 225   | 982    | 3位, Central | 1回戦敗退                                      |
| 2010–11  | 82   | 44  | 27  | —  | 11  | 99    | 219   | 194   | 720    | 2位, Central | カンファレンス準決勝2勝4敗(カナックス)         |
| 2011–12  | 82   | 48  | 26  | —  | 8   | 104   | 237   | 210   | 689    | 2位, Central | カンファレンス準決勝1勝4敗(コヨーテズ)         |
| 2012–13  | 48   | 16  | 23  | —  | 9   | 41    | 111   | 139   | 471    | 5位, Central |                                                |
| 2013–14  | 82   | 38  | 32  | —  | 12  | 88    | 216   | 242   | 808    | 6位, Central |                                                |
| 2014-15  | 82   | 47  | 25  | —  | 10  | 104   | 232   | 208   | 693    | 2位, Central | カンファレンス準々決勝2勝4敗(ブラックホークス) |
| Totals   | 1278 | 604 | 504 | 60 | 110 | 1,615 | 3,119 | 3,458 | 16,185 | —            | プレイオフ8回出場、2回戦出場2回                |

1. ↑  ストにより全試合中止。
2. ↑  延長敗の勝ち点１を含む。

### 選手一覧
姓のアルファベット順。2015年7月1日現在。
| #  | Nat                | Player                         | Pos | S/G | Age | Aquired | Birthplace                              |
| 64 | カナダの旗         | ヴィクター・バートリー         | D   | L   | 27  | 2011    | オンタリオ州オタワ                      |
| 57 | カナダの旗         | ゲイブリエル・ボーク           | LW  | L   | 24  | 2009    | ケベック州リムスキ                      |
| 14 | スウェーデンの旗   | マティアス・エコーム           | D   | L   | 25  | 2009    | Borlänge, Sweden                        |
| 4  | カナダの旗         | ライアン・エリス               | D   | R   | 24  | 2009    | オンタリオ州ハミルトン                  |
| 12 | カナダの旗         | マイク・フィッシャー(主将代行) | C   | R   | 35  | 2011    | オンタリオ州ピーターボロ                |
| 9  | スウェーデンの旗   | フリップ・フォースバーグ       | C   | R   | 21  | 2013    | Östervåla, Sweden                       |
| 28 | アメリカ合衆国の旗 | ポール・ゴースタッド           | C   | L   | 33  | 2012    | ノースダコタ州ファーゴ                  |
| 11 | カナダの旗         | コディ・ホッジソン             | C   | R   | 25  | 2015    | オンタリオ州トロント                    |
| 30 | カナダの旗         | カーター・ハットン             | G   | L   | 29  | 2013    | オンタリオ州サンダーベイ                |
| 5  | カナダの旗         | バレット・ジャクソン           | D   | L   | 34  | 2015    | ブリティッシュコロンビア州トレイル      |
| 19 | スウェーデンの旗   | Calle Jarnkrok                 | C   | R   | 23  | 2014    | イェヴレボリ県イェヴレ                  |
| 3  | アメリカ合衆国の旗 | セス・ジョーンズ               | D   | R   | 20  | 2013    | テキサス州アーリントン                  |
| 59 | スイスの旗         | Roman Josi                     | D   | L   | 25  | 2008    | ベルン州ベルン                          |
| 18 | カナダの旗         | ジェイムズ・ニール(主将代行)   | LW  | L   | 28  | 2014    | オンタリオ州ウィットビー                |
| 24 | アメリカ合衆国の旗 | エリック・ニーストロム         | LW  | L   | 32  | 2013    | ニューヨーク州サイオセット              |
| -  | カナダの旗         | マックス・ラインハート         | C   | L   | 23  | 2015    | ブリティッシュコロンビア州 バンクーバー |
| 63 | カナダの旗         | マイク・リベイロ               | C   | L   | 35  | 2014    | ケベック州モントリオール                |
| 35 | フィンランドの旗   | ペッカ・リネ                   | G   | L   | 32  | 2004    | ケンペル                                |
| 15 | アメリカ合衆国の旗 | クレイグ・スミス               | C   | R   | 26  | 2009    | ウィスコンシン州マディソン              |
| 6  | カナダの旗         | シェイ・ウェバー(主将)         | D   | R   | 30  | 2003    | ブリティッシュコロンビア州シカマス      |
| 33 | アメリカ合衆国の旗 | コリン・ウイルソン             | C   | L   | 25  | 2008    | コネチカット州グリニッジ                |

### 歴代ヘッドコーチ
- 1998年～2014年、バリー・トロツ
- 2014年～、ピーター・ラヴィオレット

### 歴代GM
- 1998年～、デイビッド・ポイル

### 歴代キャプテン
- 1998年～2002年、トム・フィッツジェラルド
- 2002年～2006年、グレッグ・ジョンソン
- 2006年～2007年、キーモー・ティモネン
- 2007年～2010年、ジェイソン・アーノット
- 2010年～、シェイ・ウェバー

ウェバーが生え抜き選手では初となるキャプテンに就任した。
また、元ワシントン・キャピタルズのスコット・ウォーカーは2003年1月に数試合、ジョンソンの代理でキャプテンを務めた。

### 最多得点選手
プレデターズ史上最多得点選手上位10名を以下に示す。
Pos = ポジション; GP = 試合数; G = ゴール数; A = アシスト; Pts = 得点数; P/G = 試合平均得点; * = チーム現役
| Player                     | Pos | GP  | G   | A   | Pts | P/G |
| デイヴィッド・レグウォンド | C   | 956 | 210 | 356 | 566 | .59 |
| マーティン・イラット       | LW  | 723 | 163 | 318 | 481 | .65 |
| シェイ・ウェバー*          | D   | 685 | 146 | 246 | 392 | .57 |
| キモ・ティモネン           | D   | 573 | 79  | 222 | 301 | .53 |
| ジャン・ピア・デュモント   | C   | 388 | 93  | 174 | 267 | .69 |
| スティーヴ・サリヴァン     | LW  | 317 | 100 | 163 | 263 | .83 |
| スコット・ウォーカー       | RW  | 410 | 96  | 151 | 247 | .60 |
| グレッグ・ジョンソン       | C   | 502 | 93  | 145 | 238 | .47 |
| ライアン・サッター         | D   | 542 | 38  | 200 | 238 | .44 |
| ジェイソン・アーノット     | C   | 275 | 107 | 122 | 229 | .83 |

## 受賞歴
レスター・ペイトリック・トロフィ
- デイヴィッド・ポイル: 2000–01

ビル・マスタートン記念トロフィ
- スティーヴ・サリヴァン: 2008–09

NHLファンデーション選手賞
- マイク・フィッシャー: 2011–12

NHLファースト・オールスター・チーム
- シェイ・ウェバー: 2010–11, 2011–12

NHLセカンド・オールスター・チーム
- ペッカ・リネ: 2010–11
- シェイ・ウェバー: 2013–14

## チーム記録
- 年間最多ゴール… ジェイソン・アーノット, 33 (2008-09)
- 年間最多アシスト… ポール・カリヤ, 54 (2005-06)
- 年間最多得点… ポール・カリヤ, 85 (2005-06)
- 年間最多ゴール(ディフェンスマン)… シェイ・ウェバー, 23 (2008-09, 2013–14)
- 年間最多得点(ディフェンスマン)… シェイ・ウェバー, 56 (2013–14)
- 年間最多得点(新人)… フィリップ・フォースバーグ, 63 (2014–15)
- 年間最多ペナルティー・ミニッツ(PIM)… パトリック・コーテー (Patrick Cote), 242 (1998-99)
- 年間最多勝…ペッカ・リネ, 43 (2011–12)
- 年間最多完封…ペカ・リネー (Pekka Rinne), 7 (2008-09, 2009-10)

- 通算最多出場… デービッド・レグワンド, 768
- 通算最多ゴール… デービッド・レグワンド, 169
- 通算最多アシスト… デービッド・レグワンド, 279
- 通算最多得点… デービッド・レグワンド, 448